# 勒杜埃
勒杜埃（法語：Le Douhet，法語發音：[lə du.ɛ]）是法国滨海夏朗德省的一个市镇，位于该省中部，属于桑特区。

## 地理
勒杜埃（45°49'13"N, 0°34'11"W）面积18.35 平方千米，位于法国新阿基坦大区滨海夏朗德省，该省份为法国西部滨海省份，北起旺代省，西临大西洋，南至吉倫特省，东南接多爾多涅省，东北接德塞夫勒省接壤，东临夏朗德省。
与勒杜埃接壤的市镇（或旧市镇、城区）包括：夏朗德河畔比萨克、埃科约、丰库韦尔特、瑞克、圣韦兹、塔耶堡、韦内朗、圣伊莱尔-德维勒弗朗什。

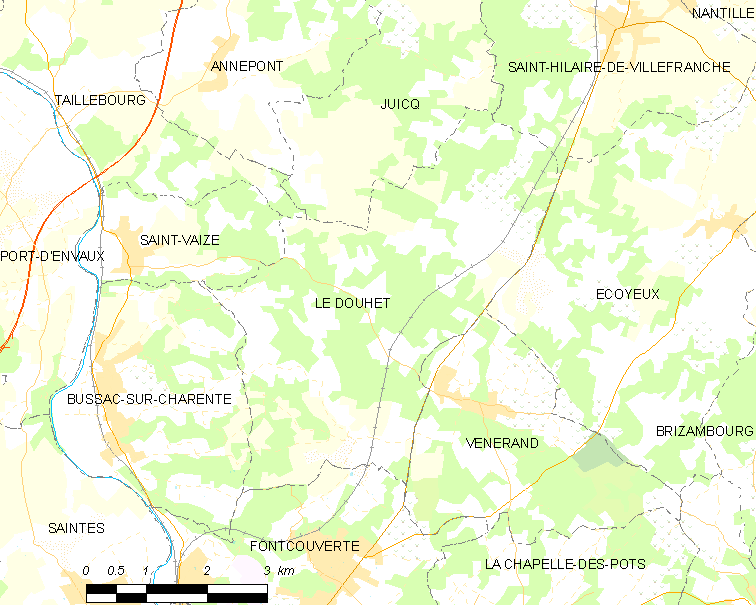
勒杜埃的OSM定位图

勒杜埃的时区为UTC+01:00、UTC+02:00（夏令时）。

## 行政
勒杜埃的邮政编码为17100，INSEE市镇编码为17143。

## 政治
勒杜埃所属的省级选区为沙尼耶县。

## 人口

1962-2008年间勒杜埃人口变化图示

勒杜埃于2022年1月1日时的人口数量为705人。